# Библиотека манастира Светог Гела у Швајцарској
Библиотека манастира Светог Гела је значајна средњовековна монашка библиотека смештена у Санкт Галену, у Швајцарској. Године 1983. библиотека је, као и опатија Санкт Галена, проглашена за светску баштину, као „изванредан пример великог каролиншког манастира од 8. века до његове секуларизације 1805. године, једна од најзначајнијих важних културних центрара у Европи“.

## Историја и архитектура
Библиотеку је основао свети Отмар, оснивач опатијe Санкт Гален. Током пожара 937. године опатија је уништена, али библиотека је остала нетакнута. Сала библиотеке, коју је пројектовао архитекта Петaр Тумб у стилу рококоа, изграђена је између 1758. и 1767. Грчки натпис изнад улазних врата, psyché iatreion, преводи се као „апотекар душе“.

## Збирке
Колекција библиотеке је најстарија у Швајцарској и једна од најранијих и најважнијих манастирских библиотека на свету. Библиотека садржи скоро 160.000 свезака, од којих је већина доступна за јавну употребу. Поред старијих штампаних књига, колекција укључује 1650 инкунабула (књиге штампане пре 1500. године) и 2100 рукописа који датирају од 8. до 15. века. Mеђу најзначајнијим од последњих су предмети ирске, каролиншке и отонске производње. Ови кодекси се налазе у стакленим витринама, од којих је свака завршена резбареним херувимом који нуди визуелни траг о садржају полица испод, на пример, случај материјала који се односе на астрономију носи херувим који књиге посматра телескопом. Књиге објављене пре 1900. године читају ce у посебној читаоници. Овде се чува рукопис Песма о Нибелунзима.
Створена је виртуелна библиотека која омогућава шири приступ рукописима: Codices Electronici Sangallenses. Овај пројекат је проширен тако да укључује и кодексе из других библиотека и делује под називом е-кодекси. Тренутно је више од 600 рукописа из опатијске библиотеке Санкт Галена доступно у дигиталном формату.